# Christine Robinson
Christine Robinson, född 17 maj 1984 i Pointe-Claire, är en kanadensisk vattenpolospelare.
Robinson tog silver i damernas vattenpoloturnering i samband med panamerikanska spelen 2015 i Toronto. Hennes målsaldo i turneringen var tio mål.